# Masona similis
Masona similis är en stekelart som beskrevs av Van Achterberg 1995. Masona similis ingår i släktet Masona och familjen bracksteklar. Inga underarter finns listade i Catalogue of Life.